# شريان ركبي
الشريان الركبي (بالإنجليزية: Genicular artery)‏‏ قد يُشير إلى واحدٍ من 6 شرايين في ساق الإنسان، وجميعها تتفاغر في منطقة الركبة، وهي:
- شريان ركبي نازل
- شريان ركبي علوي إنسي
- شريان ركبي وحشي علوي
- شريان ركبي أوسط
- شريان ركبي سفلي إنسي
- شريان ركبي وحشي سفلي